# حكومة العطاس الثانية
حكومة العطاس الثانية، هي الحكومة الثانية بعد إعلان الوحدة وقيام الجمهورية اليمنية في 22 مايو 1990. وقد تشكلت هذه الحكومة بعد الانتخابات النيابية الأولى التي جرت في 27 أبريل 1993، في خضم أزمة وخلافات سياسية حادة بين علي عبد الله صالح رئيس مجلس الرئاسة ورئيس حزب المؤتمر الشعبي العام وعلي سالم البيض نائب رئيس مجلس الرئاسة ورئيس الحزب الاشتراكي اليمني. وتعتبر أول حكومة تعقب انتخابات تشريعية تنافسية في الجمهورية اليمنية، أسفرت عن فوز حزب المؤتمر الشعبي العام بأكثرية نسبية من المقاعد، حيث فاز بـ 123 مقعد، والحزب الاشتراكي اليمني بـ56 مقعد، و62 مقعد لحزب التجمع اليمني للإصلاح. ولأن أي من الأحزاب المتنافسة في الانتخابات لم يحصل على أغلبية مطلقة من المقاعد البرلمانية تمكنه من تشكيل الحكومة بمفرده، فقد اتفقت الأحزاب الرئيسية الثلاثة في البلاد، وهي حزب المؤتمر الشعبي العام، والحزب الاشتراكي اليمني وحزب التجمع اليمني للإصلاح ذو التوجه الإسلامي على تشكيل حكومة ائتلاف ثلاثي، ولكن ليس بما يعكس نتائج الانتخابات، ووفقًا لاتفاق الائتلاف الثلاثي الموقع من الأحزاب الثلاثة بتاريخ 24 مايو 1994، وإنما عملا بصيغة توافقية (3 حقائب وزارية للمؤتمر، مقابل حقيبتين للاشتراكي، وحقيبة للإصلاح)، مع تخصيص منصب رئيس الوزراء ومنصب نائب رئيس وزراء للحزب الاشتراكي، وتم توزيع جميع الحقائب وتشكلت الحكومة على هذا الأساس، نزولاً عند رغبة الاشتراكي وشروطه.

## تشكيلة الحكومة
بعد الإعلان النهائي عن نتائج الانتخابات النيابية التي جرت في 27 أبريل 1993م وتشكيل مجلس النواب الجديد، قدم المهندس حيدر ابو بكر العطاس استقالة حكومته الأولى إلى مجلس الرئاسة في 20 مايو 1993م، غير أن علي عبدالله صالح رئيس مجلس الرئاسة كلَّف العطاس في 23 مايو بتسيير أعمال الحكومة وتشكيل حكومة ائتلافية جديدة تضم ممثلين عن حزب المؤتمر الشعبي العام، والحزب الاشتراكي اليمني وحزب الإصلاح وفقًا لاتفاق الائتلاف الثلاثي، وسط خلافات شديدة على مشروع التعديلات الدستورية ونتائج الانتخابات، واستمرار اعتكاف نائب رئيس مجلس الرئاسة علي سالم البيض في عدن للمرة الثانية من قبل الانتخابات بسبب الخلافات السياسية بين الحزبين الحاكمين حينها، المؤتمر الشعبي العام والحزب الاشتراكي اليمني، وموجة الاغتيالات التي تعرض لها عدد من قيادات وكوادر الحزب الاشتراكي، والتي كانت بدايتها في شهر سبتمبر 1991م. وبعد أن خفت حدة الخلافات بين الأحزاب الثلاثة، اتفقت الأحزاب في 29 مايو 1993م على تقاسم الحقائب الوزارية فيما بينها بالصيغة التوافقية المذكورة أعلاه، وأعلن عن تشكيل الحكومة في يوم 30 مايو 1993م من 30 عضوًا برئاسة العطاس، ومنهم 5 نواب رئيس وزراء، و 24 وزيرا، كان من نصيب حزب المؤتمر 15 حقيبة وزارية، منها نائبين لرئيس الوزراء و9 حقائب للحزب الاشتراكي، منها منصب رئيس الوزراء و6 حقائب للإصلاح، منها منصب نائب رئيس الوزراء، غير أنه وبعد مضي خمسين يوماً من مهامها جرى فيها تعديل وزاري قضى بتعيين محمد علي البطاني وزيراً للتأمينات والشئون الاجتماعية والعمل بدلاً عن محمد علي هيثم بسبب وفاة الأخير. وقد تشكلت الحكومة على النحو التالي:
| م  | المنصب                                   | الوزير                                 | الحزب                    |
| -- | ---------------------------------------- | -------------------------------------- | ------------------------ |
| 1  | رئيس الوزراء                             | حيدر أبو بكر العطاس                    | الحزب الاشتراكي اليمني   |
| 2  | نائب أول لرئيس الوزراء                   | حسن محمد مكي                           | حزب المؤتمر الشعبي العام |
| 3  | نائب رئيس الوزراء ووزير الصناعة          | محمد سعيد العطار                       | حزب المؤتمر الشعبي العام |
| 4  | نائب رئيس الوزراء                        | مجاهد يحيى أبو شوارب                   | حزب البعث                |
| 5  | نائب رئيس الوزراء                        | محمد حيدره مسدوس                       | الحزب الاشتراكي اليمني   |
| 6  | نائب رئيس الوزراء                        | عبد الوهاب الآنسي                      | التجمع اليمني للإصلاح    |
| 7  | وزير التأمينات والشئون الاجتماعية والعمل | محمد علي هيثم (توفي في 10 يوليو 1993م) | حزب المؤتمر الشعبي العام |
| 7  | وزير التأمينات والشئون الاجتماعية والعمل | محمد علي البطاني                       | حزب المؤتمر الشعبي العام |
| 8  | وزير الإنشاءات والتعمير                  | عبد الله حسين الكرشمي                  | حزب المؤتمر الشعبي العام |
| 9  | وزير التخطيط والتنمية                    | عبد الكريم الإرياني                    | حزب المؤتمر الشعبي العام |
| 10 | وزير الداخلية                            | يحيى حمود المتوكل                      | حزب المؤتمر الشعبي العام |
| 11 | وزير النقل                               | صالح عبيد أحمد                         | الحزب الاشتراكي اليمني   |
| 12 | وزير النفط والثروات المعدنية             | صالح أبو بكر بن حسينون                 | الحزب الاشتراكي اليمني   |
| 13 | وزير الثروة السمكية                      | فضل محسن عبد الله                      | الحزب الاشتراكي اليمني   |
| 14 | وزير الإسكان والتخطيط الحضري             | محمد سعيد عبد الله                     | الحزب الاشتراكي اليمني   |
| 15 | وزير الخارجية                            | محمد سالم باسندوه                      | حزب المؤتمر الشعبي العام |
| 16 | وزير الخدمة المدنية والإصلاح الإداري     | يحيى حسين العرشي                       | حزب المؤتمر الشعبي العام |
| 17 | وزير العدل                               | عبد الله أحمد غانم                     | حزب المؤتمر الشعبي العام |
| 18 | وزير المواصلات                           | أحمد محمد الآنسي                       | حزب المؤتمر الشعبي العام |
| 19 | وزير الإعلام                             | حسن أحمد اللوزي                        | حزب المؤتمر الشعبي العام |
| 20 | وزير الشباب                              | محمد أحمد الكباب                       | حزب المؤتمر الشعبي العام |
| 21 | وزير المالية                             | علوي السلامي                           | حزب المؤتمر الشعبي العام |
| 22 | وزير الزراعة والموارد المائية            | صادق أمين أبو رأس                      | حزب المؤتمر الشعبي العام |
| 23 | وزير الدفاع                              | هيثم قاسم طاهر                         | الحزب الاشتراكي اليمني   |
| 24 | وزير الإدارة المحلية                     | محمد حسن دماج                          | التجمع اليمني للإصلاح    |
| 25 | وزير الثقافة                             | جار الله عمر الكهالي                   | الحزب الاشتراكي اليمني   |
| 26 | وزير التربية والتعليم                    | أبو بكر القربي                         | حزب المؤتمر الشعبي العام |
| 27 | وزير التموين والتجارة                    | عبد الرحمن عبد القادر بافضل            | التجمع اليمني للإصلاح    |
| 28 | وزير الصحة العامة                        | نجيب غانم                              | التجمع اليمني للإصلاح    |
| 29 | وزير الأوقاف والإرشاد                    | غالب عبد الكافي القرشي                 | التجمع اليمني للإصلاح    |
| 30 | وزير للشئون القانونية وشئون مجلس النواب  | عبد السلام خالد كرمان                  | التجمع اليمني للإصلاح    |

غير أنه بعد تشكيل الحكومة، وبسبب بروز الخلافات مجددًا بين الأحزاب الرئيسية حول مشروع التعديلات الدستورية، تأخرت الحكومة في تقديم برنامجها لمجلس النواب ولم تحز على ثقة مجلس النواب إلا بعد مضي شهرين تقريبًا من تاريخ تشكيلها، حيث منحها المجلس الثقة في 2 أغسطس 1993م.وما أن بدأت الحكومة مزاولة نشاطها حتى زادت الأزمة السياسية توترًا وتفاقمت أزمة الثقة بين حزبي المؤتمر الشعبي العام والإصلاح كطرف يمثل الشمال من جهة والحزب الاشتراكي كطرف يمثل الجنوب من جهة أخرى. وعاد البيض في أغسطس، للاعتكاف مجددًا في عدن، رافضًا أداء اليمين القانونية كنائب لرئيس مجلس الرئاسة أمام مجلس النواب. وفي 11 نوفمبر 1993، عقدت الحكومة اجتماعاً لها في عدن بطلب من العطاس وأيضًا للالتقاء بنائب رئيس مجلس الرئاسة علي سالم البيض، ومن بعد ذلك لم تعُد الحكومة تنتظم في اجتماعاتها في العاصمة صنعاء، بسبب تفاقم الأزمة السياسية وصولًا إلى حدوث مناوشات عسكرية على الحدود الشطرية السابقة واستمرار نائب الرئيس في الاعتكاف. وفي تلك الأثناء كان يرأس اجتماعات الحكومة في صنعاء حسن محمد مكي النائب الأول لرئيس الوزراء، وكان آخر اجتماع للحكومة برئاسة العطاس في 5 أبريل 1994 في مدينة تعز بطلب من علي سالم البيض، الذي اقترح أن تكون تعز مقرًا مؤقتًا للحكومة حتى تسوية الأزمة السياسية، غير أن الأوضاع زادت توترًا والأزمة السياسية زادت تفاقماً يومًا بعد يوم رغم توقيع ما سمي بوثيقة العهد والاتفاق في عمَّان، الأردن في 20 فبراير 1994م لحل الأزمة ونزع فتيل الحرب، غير أن الأوضاع تفجرت عسكرياً في 6 أبريل في ذمار، ثم في 27 أبريل 1994 في عمران، وسارت الأمور في اتجاه الحرب الشاملة، والتي أطلق عليها حرب الانفصال وحرب صيف 94 والحرب الأهلية اليمنية 1994. وفي 10 مايو 1994 أصدر الرئيس علي عبد الله صالح قرارًا بعزل العطاس من رئاسة الحكومة، ومجموعة من وزراء الحزب الاشتراكي وكلف بموجبه محمد سعيد العطار بالقيام بأعمال الحكومة، وتعيين وزراء جنوبيين بدل الوزراء الجنوبيين المعزولين، وكان من بين المعينين الجدد عبد ربه منصور هادي وزيرًا للدفاع (أصبح لاحقًا رئيسًا للجمهورية)، بدلا من وزير الدفاع الاشتراكي هيثم قاسم طاهر، فيما استمرت الحرب في التوسع وصولاً إلى محاصرة عدن وإعلان البيض يوم 21 مايو 1994م بيان الانفصال وقيام جمهورية اليمن الديمقراطية في جنوب اليمن، غير أنها لم تحض باعتراف دولي وفشلت محاولة الإنفصال بسقوط عدن والمكلا وانتهاء الحرب يوم 7 يوليو 1994. وقد استمرت حكومة العطار المؤقتة حتى 5 أكتوبر 1994م، عندما تشكلت بدلاً عنها حكومة جديدة في 6 أكتوبر برئاسة عبد العزيز عبد الغني، وشغل العطار فيها منصب نائب رئيس الوزراء ووزير للصناعة.